# Mega Smeralda
Il Mega Smeralda è un traghetto di proprietà della compagnia di navigazione Corsica Ferries - Sardinia Ferries.

## Caratteristiche
Il traghetto, mosso da quattro motori Wärtsilä-Pielstick 12PC-6V eroganti la potenza di 6550 kW ciascuno, per un totale di 26200 kW, può raggiungere una velocità massima di 22 nodi. La nave può trasportare fino a 2000 passeggeri insieme a circa 550 veicoli; al suo interno il traghetto dispone di 550 cabine. È inoltre dotata di portelloni di prua.
I servizi disponibili a bordo comprendono un bar, un ristorante à la carte, un ristorante self-service, una boutique, un cinema, una discoteca, una sala videogames, una sala giochi per bambini, una piscina ed un solarium.

## Servizio
Il 13 aprile 1983 la compagnia finlandese Finska Ångfartygs Aktiebolag e il cantiere navale Wärtsilä di Helsinki firmarono un accordo per la costruzione di una coppia di navi gemelle. Durante la costruzione dei traghetti, tuttavia, l'accordo dello Svea passò alla Silja Line; varato il 28 settembre 1984, il traghetto fu consegnato alla compagnia proprietaria il 7 maggio 1985. Nel 1992 la nave subì alcuni interventi di ristrutturazione presso Bremerhaven, in Germania; al traghetto, che cambiò nome in Silja Karneval, fu aggiunto un bar panoramico con vista su entrambi i lati della nave.

Il 15 ottobre 1993 la compagnia norvegese Color Line concluse un accordo di massima per l'acquisto del traghetto. La nave fu ribattezzata Color Festival e cominciò il servizio per la nuova compagnia il 29 aprile 1994, inizialmente sul collegamento Oslo-Hirtshals. 

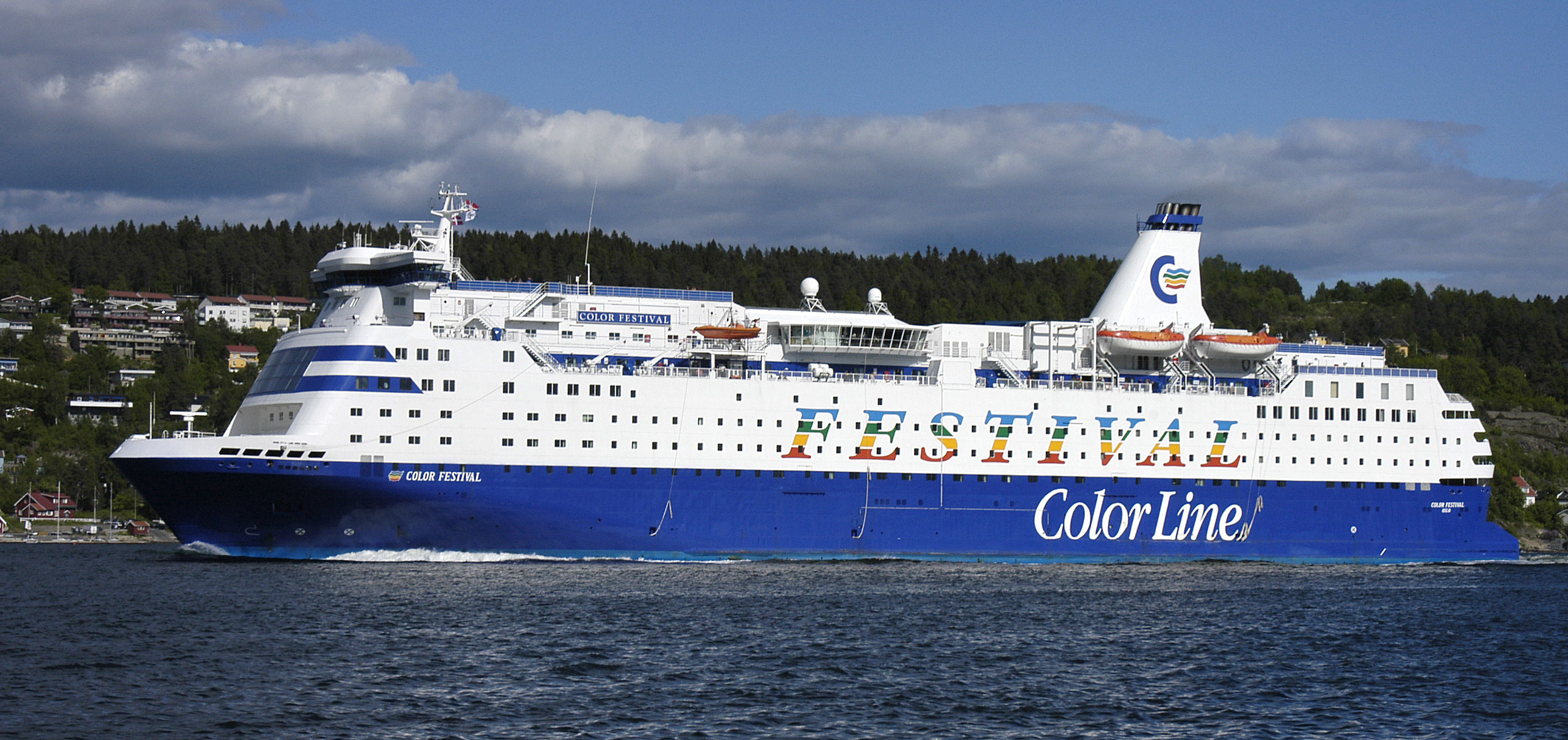
Color Festival in servizio per Color Line nell'Oslofjord nel 2006.

Nel dicembre 2004 venne sottoposta a lavori di adeguamento nei cantieri navali Remontowa di Danzica e rientrò in servizio a inizio 2005; il 7 aprile 2006 la nave fu spostata sulla rotta Oslo-Frederikshavn. Il 21 novembre 2007 il traghetto fu ceduto alla compagnia di navigazione italo-francese Corsica Ferries - Sardinia Ferries. Terminato il servizio per Color Line il 6 gennaio 2008, il 17 gennaio la nave prese bandiera italiana e fu rinominata Mega Smeralda. Adeguata allo stile della nuova compagnia presso i cantieri navali Megatechnica di Perama, in Grecia, la nave fu rinnovata negli interni e venne ampliata la capacità dei suoi garage.

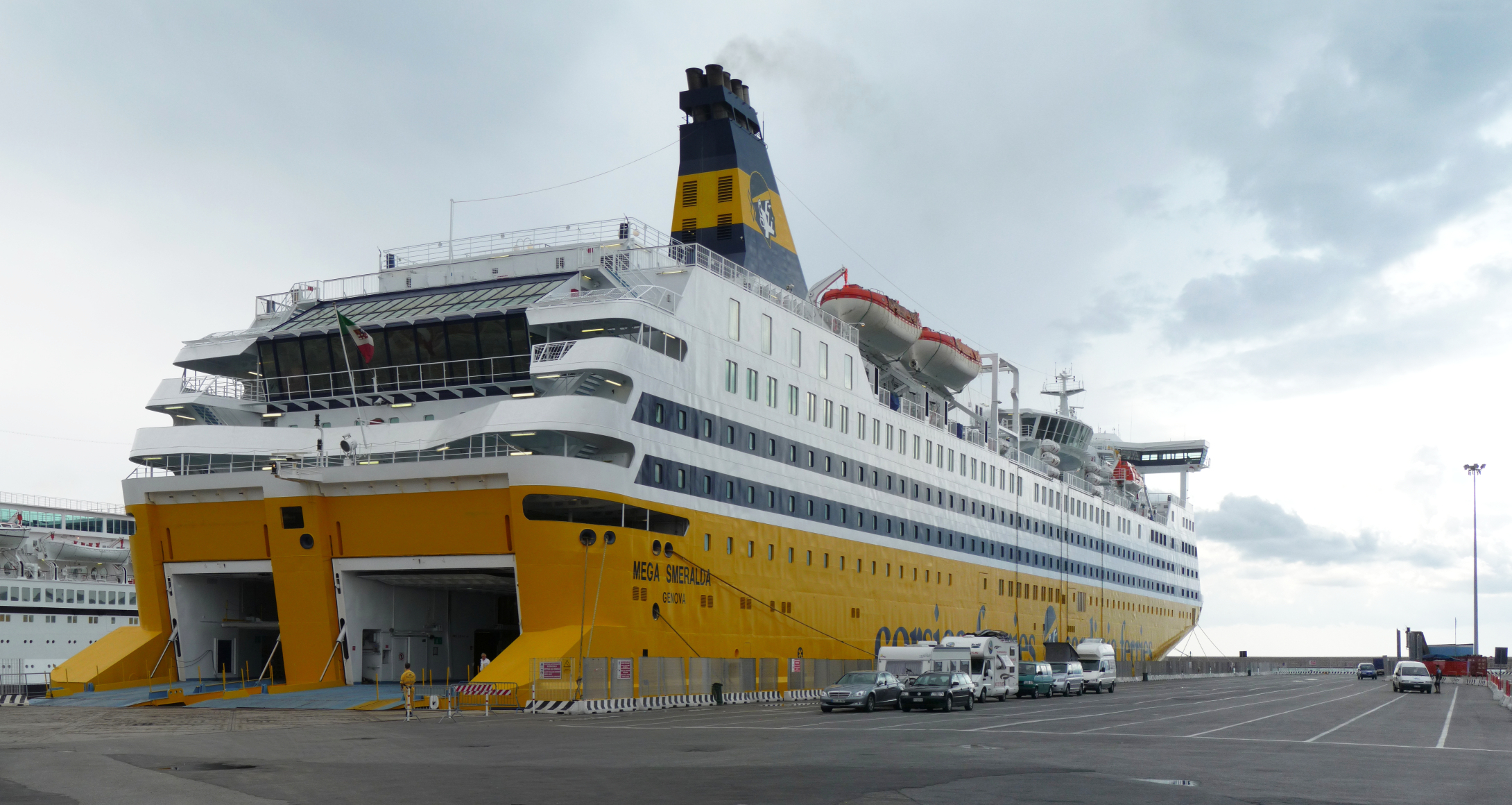
Mega Smeralda in servizio per Corsica Ferries - Sardinia Ferries ormeggiato al porto di Livorno nel 2008.

Il 13 giugno 2008 iniziò il servizio per Corsica Ferries - Sardinia Ferries sulla rotta Livorno-Golfo Aranci. Il 20 giugno arrivò per la prima volta in Corsica dove venne presentata al pubblico. Fu inoltre organizzata una cena a bordo tra i rappresentanti dell'azienda. A novembre dello stesso anno passò sulle linee tra Francia continentale e Corsica.
A giugno 2013 venne scelto come centro stampa dei giornalisti nelle prime tre tappe del Tour de France che furono così suddivise: Porto Vecchio-Bastia, Bastia-Ajaccio, Ajaccio-Calvi.
La nave opera tra i porti di Livorno, Savona, Nizza, Tolone, Golfo Aranci, Porto Torres, Ajaccio, Bastia, Isola Rossa, Porto Vecchio.
Dal 3 marzo ad inizio aprile 2024 è stato in disarmo nel porto di Genova. Attualmente è di nuovo in servizio.

## Navi gemelle
- Mega Andrea (già Wellamo)